# Alfena
Alfena is een stad en freguesia in de Portugese gemeente Valongo en telt 22.300 inwoners (2008). Op 6 april 2011 heeft Alfena stadsrechten gekregen.